# Armatur
Armatur kommer fra fransk og betyder støttestruktur.
På dansk er et armatur normalt enten et blandingsbatteri (en vandhane), en vandmåler eller en lampe, typisk til lysstofrør, men også visse lamper til almindelige pærer betegnes som armaturer. Bemærk at det kun er holderen, ikke den komplette lampe, der er et armatur.
- Wikimedia Commons har flere filer relateret til Armatur

| Teknik og teknologi | Spire Denne artikel om teknik eller teknologi er en spire som bør udbygges. Du er velkommen til at hjælpe Wikipedia ved at udvide den. |